# Ungheni
Ungheni este un oraș cu statut de municipiu din partea central-vestică a Republicii Moldova, reședință a raionului omonim. Localitatea este situată pe malul estic al Prutului, în dreptul satului omonim din România, cu care a alcătuit în trecut aceeași localitate. Datorită unei așezării localității la răscruce de drumuri, s-a decis în anii '70 ai secolului XIX construcția căii ferate Chișinău – Iași, care să treacă prin Ungheni.
Orașul se află la o distanță de 105 km de Chișinău, la 85 km de Bălți și la 45 km de Iași (pe șosea și la 21 km pe calea ferată). Cu o populație de peste 38 de mii de locuitori (2016), este al 6-lea oraș ca mărime din țară și cel mai mare din Regiunea de Dezvoltare Centru.

## Geografie
Municipiul se localizează în partea de vest și centrală a Republicii Moldova, pe malul stâng al râului Prut și în imediata apropiere a graniței cu România. Suprafața totală a orașului Ungheni este de 16,4 km², această suprafață relativ mică se datorează faptului că orașul nu dispune de terenuri cu destinație agricolă. Fondul acvatic al orașului Ungheni este impunător.

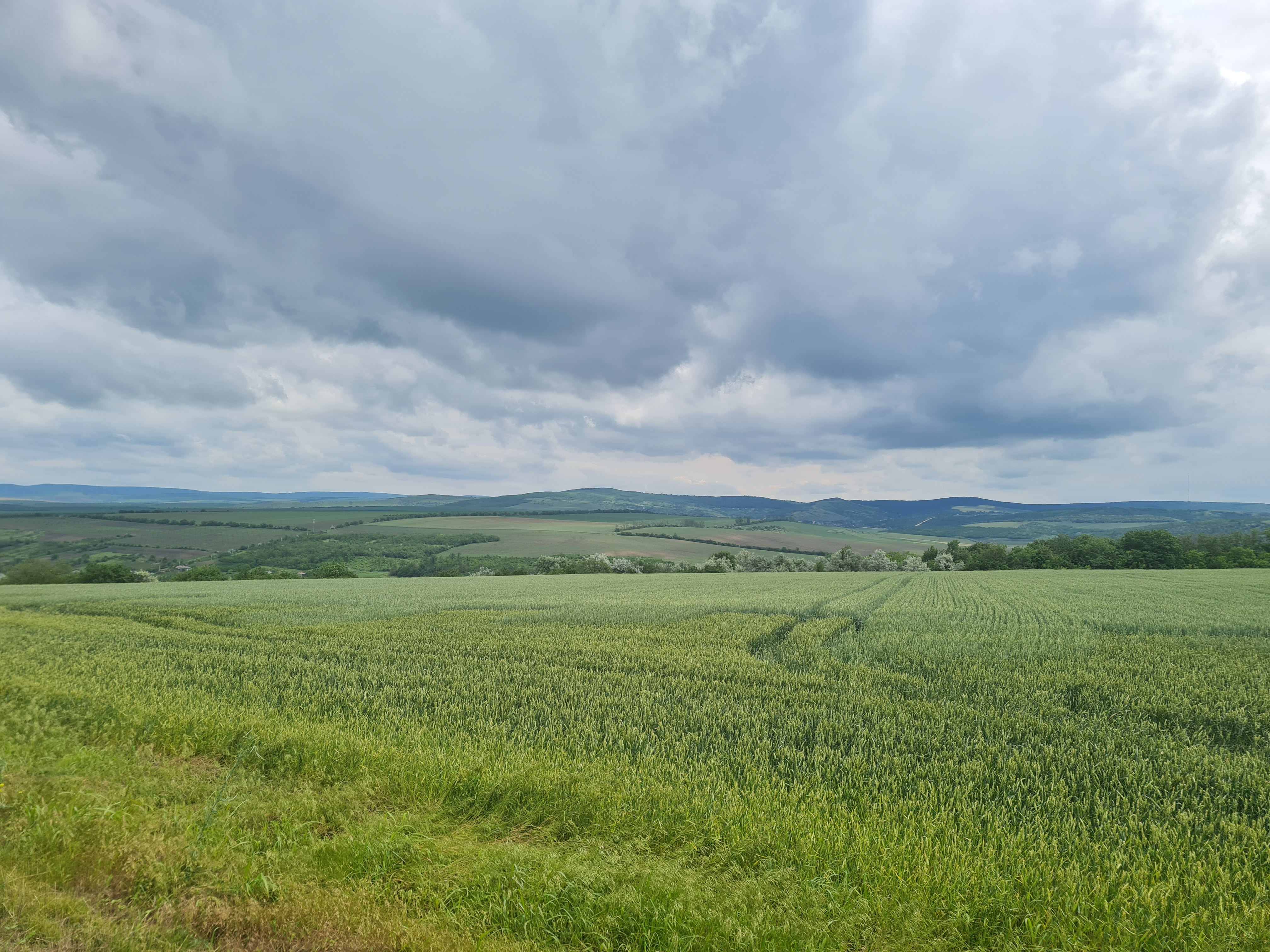
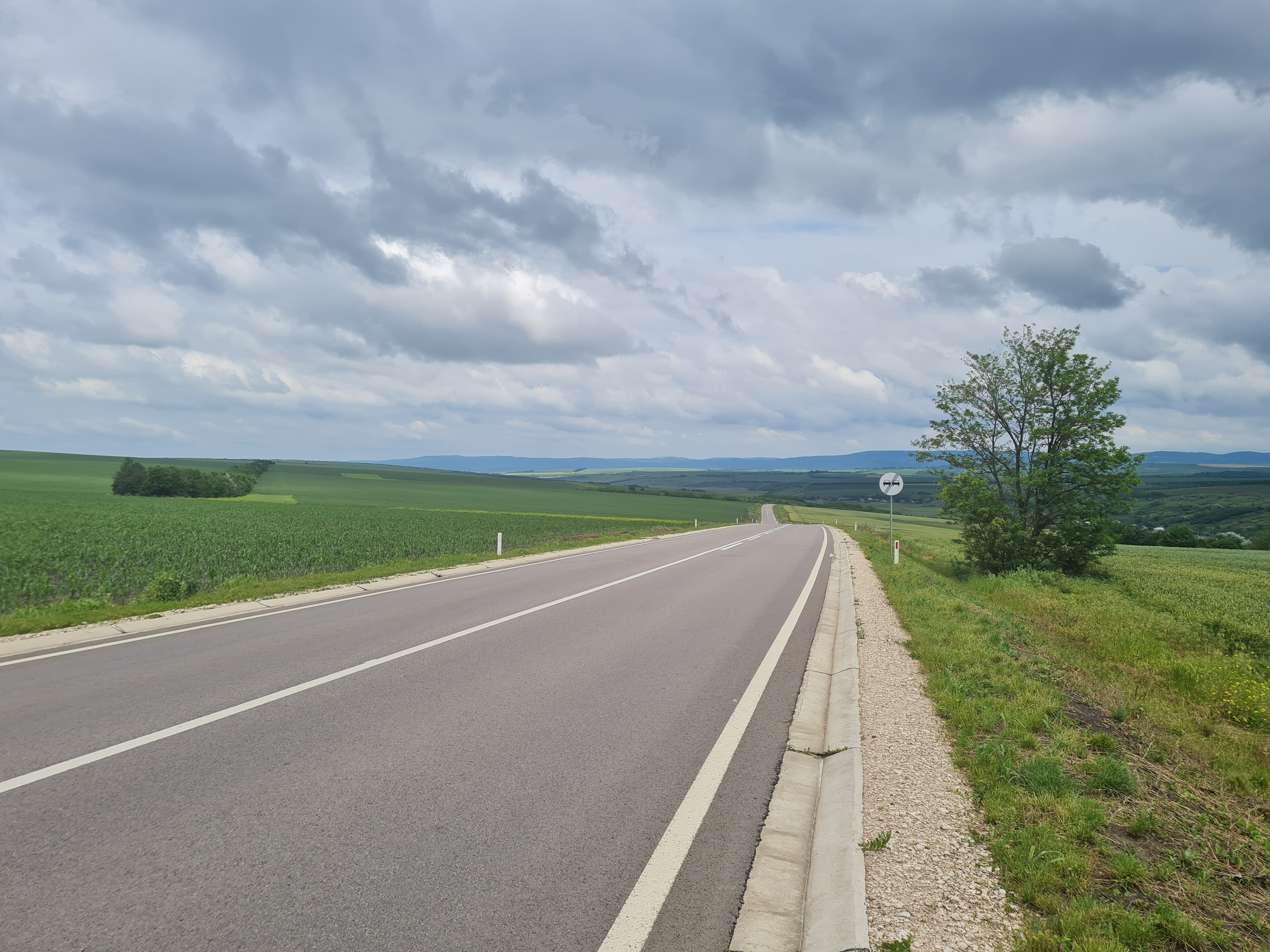

Peisaje în vecinătatea orașului

### Relief
Municipiul Ungheni este așezat pe malul stâng al Prutului mijlociu. Terenul este tipic pentru depresiunea de contact, adică o succesiune de văi colinare, care sfârșesc în aval și sunt întretăiate de râu. Înălțimea deasupra nivelului mării este de 62 de metri. Municipiul se extinde pe o lungime de 9 km de-a lungul râului.
La sud de oraș este amplasată rezervația peisagistică Valea Mare.

### Hidrografie

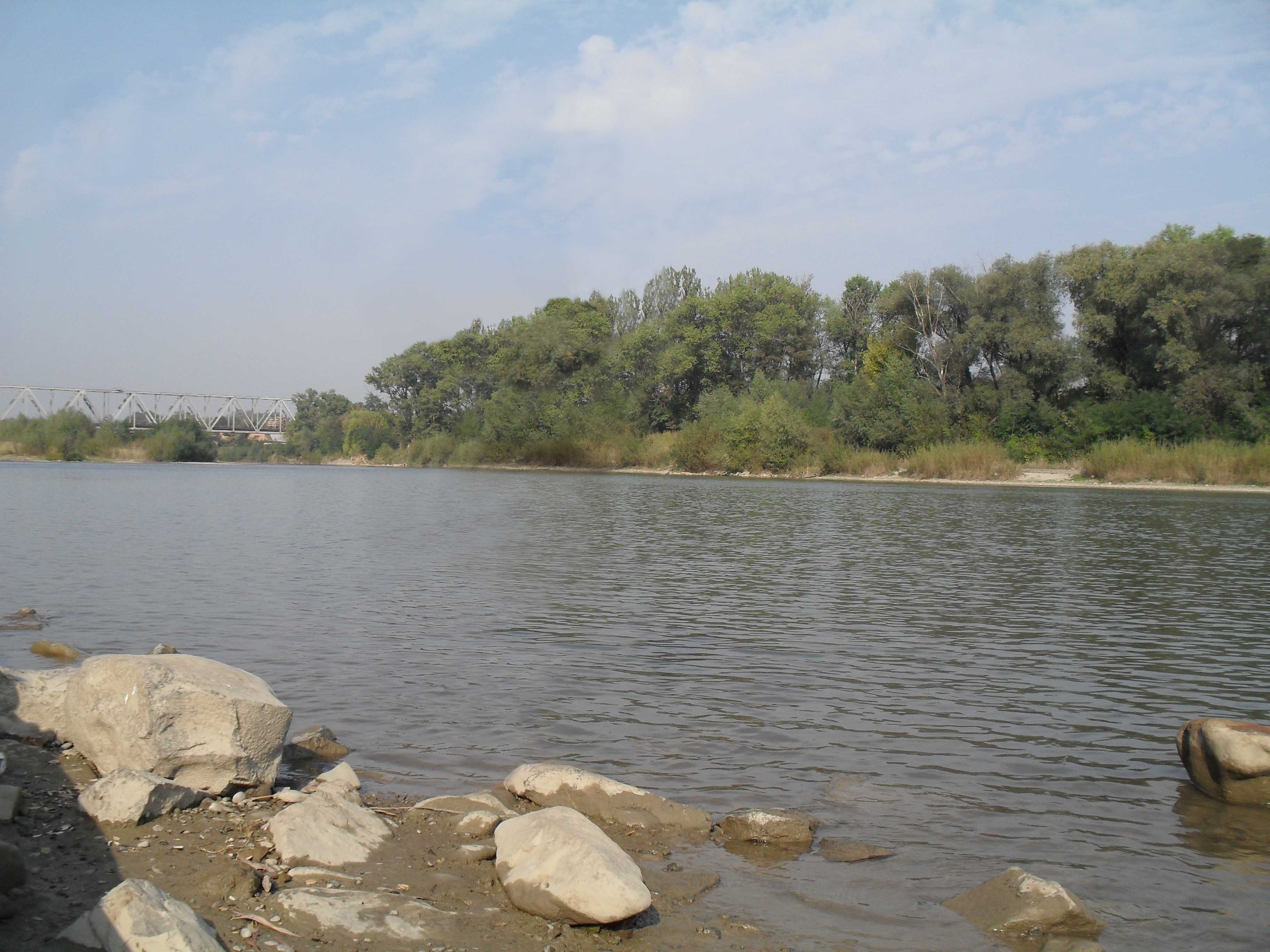
Prutul la Ungheni

Așezat pe malul stâng al râului Prut, al doilea râu după mărime din Moldova. Debitul multianual al Prutului la Ungheni este de 83,2 m3/sec . Prin oraș trec și râurile Delia și Băilești. 
Hidronimul Delia (numit în documente medievale Deala, fiindcă-și începe cursul din șiragul de dealuri ale Basarabiei centrale) ar putea fi un nume de origine turanică. Râul Băilești trece prin sudul municipiului, vărsându-se în Prut. Numele său se explică prin cel al văii din care izvorăște, Valea Băilești, atestată documentar în secolul XVII.
Afară de râuri în localitate mai sunt trei lacuri cu o suprafață totală de 125 ha: Delia – 104 ha, Ceachir – 5 ha, Berești – 16 ha. Lacul Delia se află la 1 km de la gura de vărsare a râului și este închis cu un baraj de 400 m lungime. Lungimea lacului de acumulare este de 3,2 km, adâncimea maximă – 4,0 m. Suprafața oglinzii apei este de cca 90 ha, volumul – 2,5 mln. m3.

### Floră și faună
În apropierea orașului Ungheni, pe o suprafață de 373 ha se întinde aria protejată „Valea Mare” cu vegetație valoroasă din lunca Prutului. Această arie a fost declarată Monument al naturii din Basarabia în perioada interbelică, prin Hotărârea Consiliului de Miniștri al României din 19 iulie 1937 .

## Istorie
Prezența apei din abundență, precum și deosebita fertilitate a solului, a condiționat întemeierea vechiului sat. Ungheniul a fost dintotdeauna așezat în imediata vecinătate a unor importante căi comerciale din trecut, cum au fost Marele Drum Comercial Moldovenesc și Drumul Pescarilor. Astfel, așezarea geografică a urbei de astăzi a fost condiția esențială pentru apariția și evoluția ei. Pe teritoriul actual al orașului cele mai timpurii urme ale existenței umane datează din perioada mijlocie a paleoliticului (70-50 mii ani î.e.n.). În acea perioadă exista o așezare pe locul căreia au fost descoperite oase de animale, așchii și unelte de muncă din cremene. Pe moșia Unghenilor se află și 10 movile funerare, ce confirmă staționarea a unor popoare nomade.
Numele inițial al localității a fost Unghiul. Astfel s-a numit localitatea între anii 1462-1587. Toponimicul respectiv își are originea în aspectul geografic al teritoriului pe care s-a constituit inițial așezarea, râul Prut formând aici, printr-o cotire bruscă, un unghi ascuțit. Alte denumiri n-a mai avut, exceptând perioada interbelică în care purta denumirea de „Ungheni Târg".

### Atestare
Prima atestare documentară a Ungheniului o avem într-un hrisov de la Ștefan cel Mare datat cu 20 august 1462. Numele inițial al localității a fost Unghiul. Ungheni-Vale este satul istoric, care constituie nucleul orașului. Apelativul și l-a luat de la așezarea sa geografică, în valea Prutului, față de celelalte zone ale orașului:
„Din mila lui Dumnezeu, noi, Ștefan voievod, domn al Țării Moldovei. Facem cunoscut cu această carte a noastră, tuturor celor care o vor vedea sau vor auzi citindu-se, ca a venit, înaintea noastră și înaintea tuturor boierilor noștri moldoveni, mari și mici, credinciosul nostru pan, Bratul, fiul lui Procelnic, de bunăvoia lui, nesilit de nimeni și nici asuprit, și a vândut ocina sa dreaptă, din uricul său drept, un sat, anume Unghiul, unde a fost jude Dumicica, mai jos de Fâlfoe, pe Jijia, și două iezere care sânt între Prut și între Jijia și toate poienile câte au ascultat de demult de acest sat. Și a vândut acest sat Martei, panița panului Mihul Androinic, pentru 190 de zloti tătărești, ridicându-se Marta, panița panului Mihul Androinic, a și plătit toți acești bani mai sus-scriși, 190 de zloti tătărești, în mâinile panului Bratul, fiul lui Procelnic, înaintea noastră și înaintea boierilor noștri.

...

Iar pentru mai mare putere a tuturor celor mai sus-scrise, am poruncit credinciosului nostru pan, Dobrul logofăt, să scrie și să atârne pecetea noastră și pecețile boierilor noștri la această carte a noastră. A scris Stețco, la Suceava, în anul 6970 <1462> august 20.”

### În componența Moldovei
Despre familiile boierești care au stăpânit se cunosc următoarele: în anul 1462 Pan Bratul, fiul Procelnicului, stăpânea localitatea. Acest procelnic era Stoian, boier în sfatul domnesc a lui Alexandru cel Bun și participant la bătălia de la Grünwald în 1422. Alte rude ale acestui războinic, stăpâneau așezarea la 1490. Neamul acestora s-a stins la Ungheni prin secolul XVII. Începând cu domnia lui Vasile Lupu, vărul acestuia, postelnicul Iorga, cumpără aici părți de moșii. După moartea sa el a lăsat moștenire partea de sat surorilor sale Alexandra și Creata. Viața acestora s-a stins la Ungheni la sfârșitul secolului al XVIII-lea. Dinastia următoare a fost cea a boierilor moldoveni Buznea. Mihai, ultimul descendent al acestei familii, se stinge din viață ruinat de avere în anul 1914.
Cele mai de cu seamă familii boierești care au trăit la Ungheni a fost cea a lui Paul Gore și Petre Cazacu. Paul Gore a lăsat pentru colectivitatea locală drept moștenire un frumos parc din specii deosebite de arbori, dar care a fost distrus în perioada sovietică. Următoarea personalitate importantă din localitate a fost prințul Constantin D. Moruzi, vărul domnitorului moldovean Alexandru Moruzi. Constantin a ctitorit aici biserica Sfîntul Nicolae. El este tatăl romancierului Dumitru C. Moruzi. 

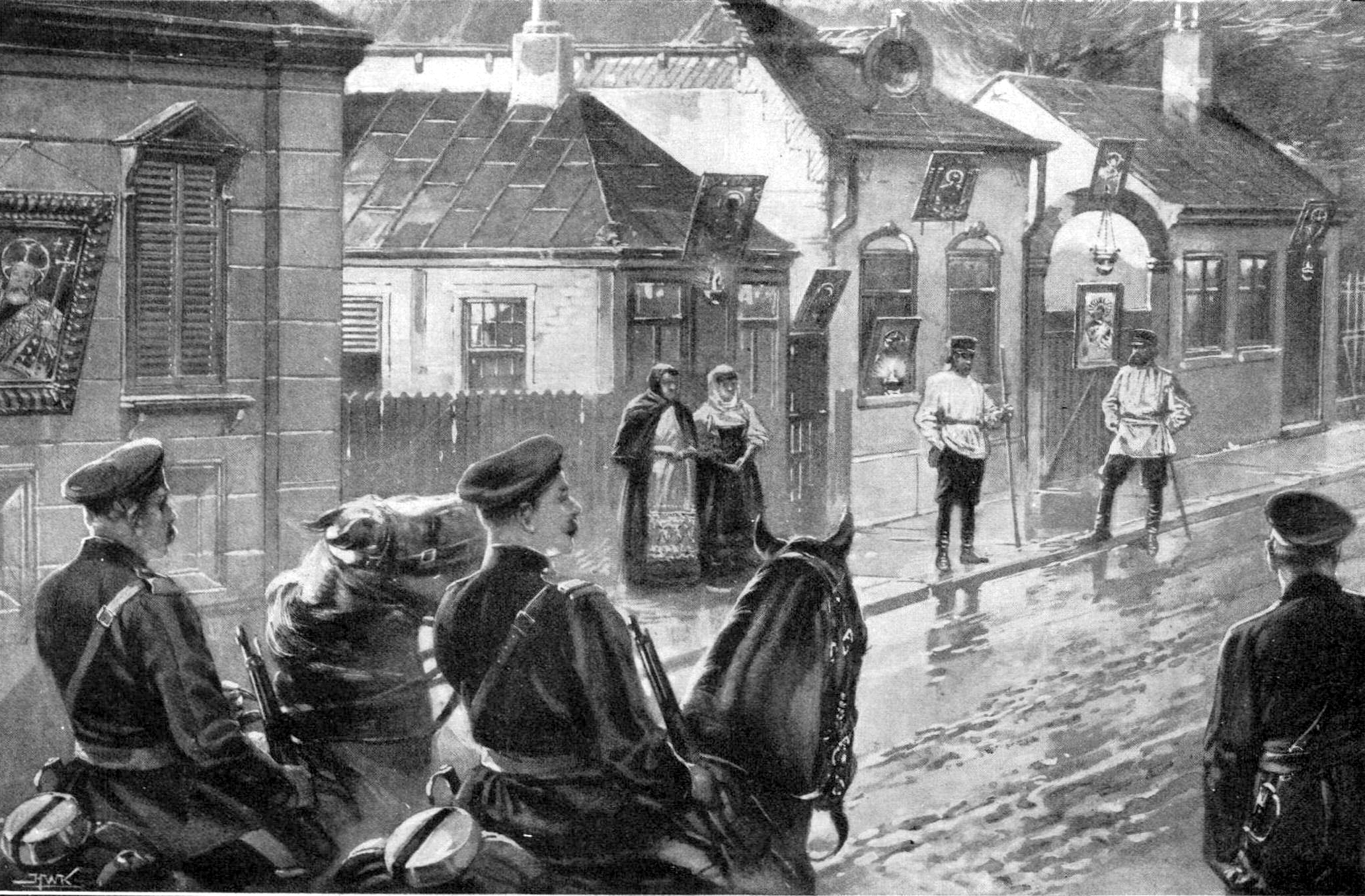
– Extras din magazinul englezesc The Illustrated London News, 1905, cu referire la Revoluția rusă din 1905 în Ungheni.

„Locuitorilor Ungheniului rus le este teamă de jefuirea orașului de către grupările criminale care folosesc revoluția propriilor lor scopuri de ravagii. Ei [locuitorii] nu au încredere în gărzile militare. Având în vedere că atacurile sunt în general efectuate asupra evreilor, creștinii plasează icoane și lămpi pe porțile și ferestrele gospodăriilor lor, ca un semn că casele aparțin credincioșilor adevărați.”

### Perioada țaristă
După anexarea Basarabiei în 1812, Ungheniul face parte din ținutul Iași (redenumit în 1887 în Bălți), fiind centrul unei plase omonime . La recensământul localităților, moșiilor și a populației, care a fost efectuat de Imperiul Rus, în anul 1813, sub Nr. 29, Ungheniul a fost clasificat la categoria G - săraci cu 44 gospodării, 4 vădane si 2 burlaci. În total locuiau 46 bărbați și 4 femei (enumerați erau numai partea bărbătească și vădanele care aveau gospodării). Moșia aparținea Dnei postelnicesei Carage din Iași. Pământuri arabile, finețe și pășune erau îndeajuns. Mai era o luncă revărsată, cu pește, un iaz și o moară pe Prut. Sub Nr. 27 e scris Danuțenii, clasat la categoria A - bogați cu 3 preoți, 2 dascăli, 1 paracliser, 2 diaconi. Mai erau 133 gospodării de săraci și 72 de burlaci, trei mori pe Prut. În total 213 bărbați. Moșia aparținea logofătului Constantin Balș, boier din Moldova. Sub Nr.30 e scris Mânzăteștii Vechi (actuala localitate Vasilica) clasată la categoria G - săraci cu 23 de gospodării 2 vădane și 2 burlaci. Moșia aparține serdarului Marii Onofrei. Depărtarea până la Ungheni e de o oră.

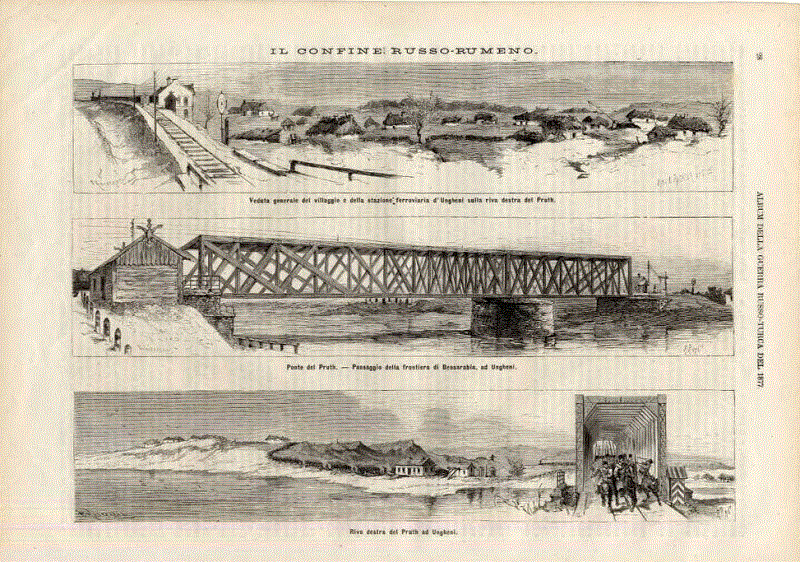
Podul Eiffel

La mijlocul secolului al XIX-lea, stăpânul așezării, Mihai Buznea, a înființat în centrul Ungheniului de astăzi un târg de produse agricole. În jurul acestuia, s-a așezat treptat populație alogenă, mai cu seamă după construirea căii ferate și a podului peste Prut după planurile alsacianului Gustave Eiffel în 1871-1875, partea respectivă a satului urmând să se numească, până prin anii 1970, Ungheni Târg. Potrivit datelor recensământului din anul 1897, aici locuiau 1136 evrei, 456 români, 72 ucraineni, 58 ruși și 17 polonezi. 
La începutul secolului XX în Ungheni erau 580 case, cu o populație de 2898 persoane: români, evrei și ruși. Țăranii posedau pământ de împroprietărire 409 desetine. Vechiul proprietar al satului, C. Buznea, avea 912 desetine. Vama de la Ungheni a înregistrat în cursul anului 1901 un import de 341.852 puduri, mărfuri în valoare de 849.760 ruble și 12.274 vite mari și mici; iar exportul în același an a fost de 47.217 puduri marfă, în valoare de 154.515 ruble și 736 vite mari și mici.

### În componența României Mari
În 1918, are loc unirea Basarabiei cu România.
Legea nr. 95/1925 pentru Unificare Administrativă aprobată la 14 iunie 1925, diviza teritoriul României în județe subîmpărțite în plase. Conform noii legi, comuna Ungheni-Târg, alcătuită din localitățile Berești, Bogdănești, Dănuțeni, Elisabeta, Mânzateștii-Vechi, Ungheni, Unghenii-Sat, Unghenii-Târg, a fost inclusă în județul Iași, plasa Copou. Până în anul 1929, Ungheni-Târg a fost reședința plășii Copou. 
În 1924 populația localității constituia 2.400 locuitori. În anii 30 ai secolului XX, în Ungheni funcționau trei bănci, o fabrică de cărămidă și una de prelucrare a lemnului, câteva mori, manufacturi și brutării. Populația localității a crescut până la 4250 persoane.
Structura etnică a populației, 1930
     Români (51,6%)
     Evrei (32,3%)
     Ruși (13,9%)
     Alte etnii (2,2%)
În 1929, odată cu venirea la putere a național-țărăneștilor, delimitarea administrativă a țării suferă noi modificări și se revine la linia Prutului ca limită între județele Iași și Bălți și Ungheniul este transferat în județul Bălți, plasa Fălești.
În anul 1930 se desfășoară recensământul general al populației care a înregistrat în total 4.225 de locuitori (târg+sat), inclusiv: români – 2181 persoane; unguri – 4 pers., germane – 12 pers., ruși – 564 pers., ruteni și ucraineni – 46 pers., iugoslavi – 2 pers., bulgari – 1pers., poloni – 22 pers., evrei – 1368 pers., greci – 1 pers., armeni – 3 pers., țigani – 3 pers., alte neamuri – 14 pers., nedeclarați – 3 pers. În calitate de limba maternă, 2038 locuitori au declarat limba română, 5 locuitori - limba ungară, 12 loc. - limba germană, 747 loc. - limba rusă, 27 loc. - limba ucraineană, 2 loc. - limba sârbă, 2 loc. - limba bulgară, 1 loc. - limba cehă, 5 loc. - limba polonă, 1385 loc. - limba idiș, alte limbi – 1 locuitor.

### Anii celui de-al Doilea Război Mondial
Localitatea și-a păstrat statutul de sat până în anul 1940, când în luna august sovieticii i-au conferit statutul de oraș și reședință de raion.
La recensământul din anul 1941, au fost înregistrate 881 de clădiri și 2671 locuitori.

### Perioada sovietică
După 1945 orașul se caracterizează prin expansiune urban edilitară, spor demografic accentuat și dezvoltarea industriei în domeniul încălțămintei, țesăturilor, mobilei, cristalului, construcției de mașini, conserve și lactate, relee și vase, teracotă și sticlărie.
La data de 29 iunie 1972 devine oraș de subordonare republicană, peste 2 ani este aprobată stema. La recensământul populației din anul 1989 în Ungheni erau 37.677 de locuitori, inclusiv: 25648 moldoveni și români; 5465 ruși; 5420 ucraineni; 342 evrei; 113 bulgari; 281 bieloruși; 69 găgăuzi, 37 germani, 10 romi și 292 persoane de alte naționalități.
În 1990 pe podul de la Ungheni s-a produs Podul de Flori - trecerea românilor peste Prut, apoi și trecerea basarabenilor în România.

### După declararea independenței Moldovei
Ungheni este primul oraș în Republica Moldova care a beneficiat de un nou Plan Urbanistic General după proclamarea independenței. Unul elaborat ca urmare a acordului dintre guvernele Moldovei și României, adoptat în septembrie 1996. A fost un proiect pilot, în baza metodologiei noi, pentru că și România era la începuturile implementării strategiilor urbanistice noi, europene, și acolo era o noutate. Ineditul constă în faptul că, spre deosebire de planurile sovietice, care presupuneau o planificare concretă, de exemplu unde și cum să fie amplasate școala, grădinița, sau o eventuală întreprindere, planul nou pune accent pe zonare, adică pe crearea unor zone locative, zone industriale, zone de agrement, parcuri, etc. Se divizează orașul în mai multe sectoare, unități teritoriale de referință. Și se analizează fiecare zonă în parte, ce-i mai bine de făcut în ea, locuințe, drumuri, întreprinderi. Iar în cadrul acestui plan general se elaborează un regulament local, care trebuie respectat ca o lege în procesul de dezvoltare a orașului.
Actualmente orașul Ungheni are circa 39 mii de locuitori, fiind în grupul celor 4 orașe de mărime mijlocie din republică. Principalele naționalități sunt români moldoveni, ucraineni și ruși.

## Demografie

### Structura etnică
Componența etnică a orașului Ungheni
     Moldoveni (88,92%)
     Ucraineni (5,12%)
     Ruși (3,79%)
     Bulgari (0,14%)
     Găgăuzi (0,07%)
     Alte etnii (0,45%)
     Nedeclarat (1,49%)
La recensământul din 2014, municipiul Ungheni avea o populație de 30 800 persoane. Față de anul 1989, numărul populației orașului s-a redus cu 0,9%. Populația economic activă numără circa 26.700 persoane sau 62% din numărul total. Cea mai mare parte a populației activează în sfera neproductivă. În industrie sunt angajați circa 2.200 persoane, în sfera prestări servicii – 5.400 persoane.
Ungheni - evoluția demografică

|  | Graficele sunt indisponibile din cauza unor probleme tehnice. Mai multe informații se găsesc la Phabricator și la wiki-ul MediaWiki. |

Date: Recensăminte sau birourile de statistică - grafică realizată de Wikipedia

Conform recensământului populației din 2014  populația orașului Ungheni se ridică la 30804 de locuitori.

### Structura lingvistică
Structura lingvistică de Ungheni în anul 2014:
| Limba            | Numărul de vorbitori | Procent |
| ---------------- | -------------------- | ------- |
| limba română     | 26.139               | 84.85%  |
| limba rusă       | 3869                 | 12.56%  |
| limba ucraineană | 103                  | 0.33%   |
| Altă limbă       | 109                  | 0.35%   |
| Bilingvi         | 580                  | 1.88%   |
| Numărul total    | 30.804               | 100%    |

## Administrație

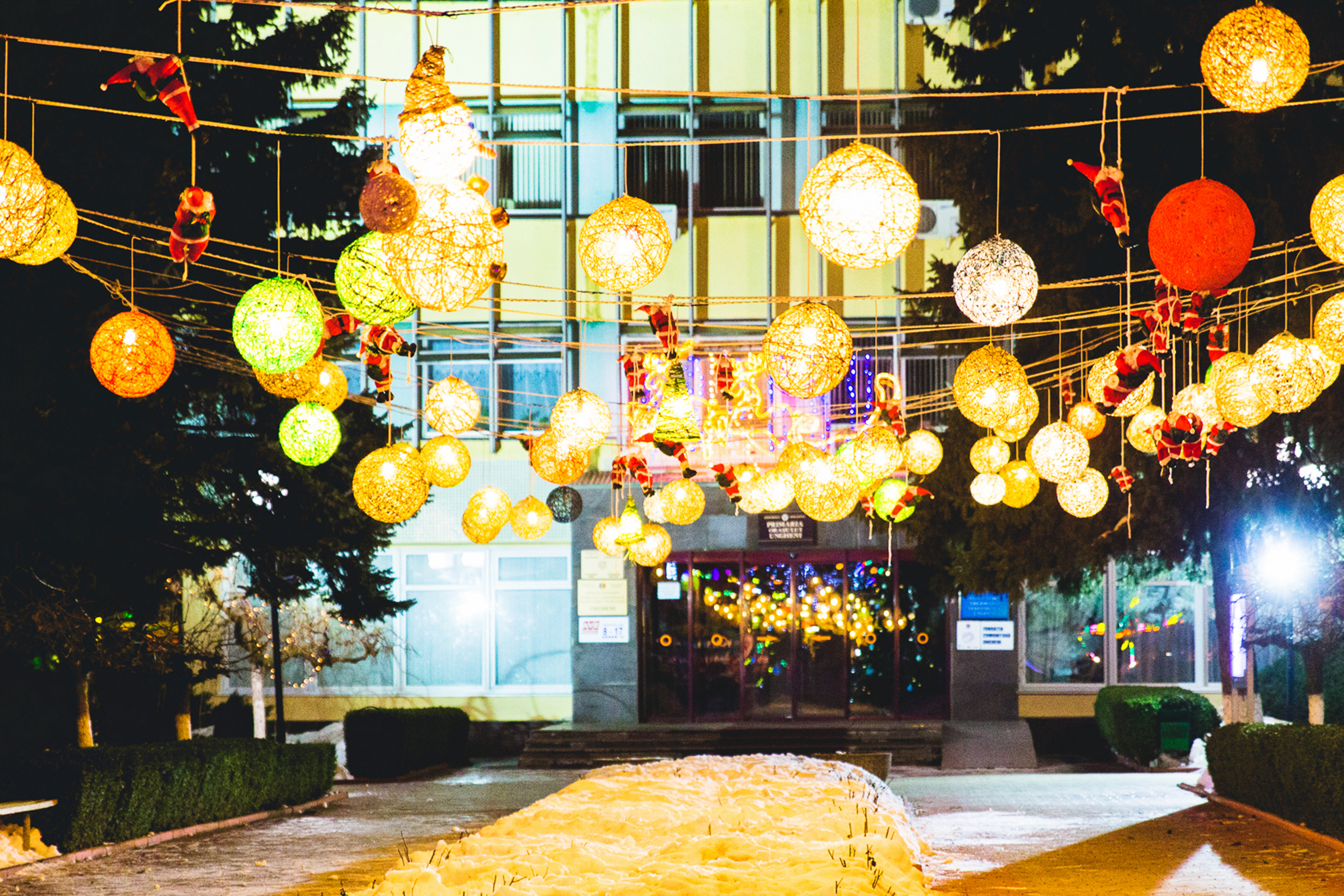
Primăria Ungheni, decorată de Crăciun

Primar de Ungheni este Vitalie Vrabie (candidat independent), ales în noiembrie 2023.
Componența Consiliului local Ungheni (27 de consilieri), ales la 5 noiembrie 2023, este următoarea:
|  | Partid                                       | Consilieri | Componență | Componență | Componență | Componență | Componență | Componență | Componență | Componență | Componență | Componență |
|  | -------------------------------------------- | ---------- | ---------- | ---------- | ---------- | ---------- | ---------- | ---------- | ---------- | ---------- | ---------- | ---------- |
|  | Partidul Acțiune și Solidaritate             | 10         |            |            |            |            |            |            |            |            |            |            |
|  | Partidul Socialiștilor din Republica Moldova | 6          |            |            |            |            |            |            |            |            |            |            |
|  | Coaliția pentru Unitate și Bunăstare         | 3          |            |            |            |            |            |            |            |            |            |            |
|  | Partidul Comuniștilor din Republica Moldova  | 2          |            |            |            |            |            |            |            |            |            |            |
|  | Candidat independent PAVEL LIPCAN            | 1          |            |            |            |            |            |            |            |            |            |            |
|  | Platforma Demnitate și Adevăr                | 1          |            |            |            |            |            |            |            |            |            |            |
|  | Partidul Liberal Democrat din Moldova        | 1          |            |            |            |            |            |            |            |            |            |            |
|  | Partidul Social Democrat European            | 1          |            |            |            |            |            |            |            |            |            |            |
|  | Candidat independent DIONIS COJOCARU         | 1          |            |            |            |            |            |            |            |            |            |            |
|  | Candidat independent CRISTOFOR CODREANU      | 1          |            |            |            |            |            |            |            |            |            |            |

### Delimitarea zonală
| Nr. | Cartier      | Locuitori | Ponderea, % | Suprafață | Ponderea, % |
| --- | ------------ | --------- | ----------- | --------- | ----------- |
| 1   | Centru       | 6417      | 19,4        | 5,97      | 36          |
| 2   | Ungheni Vale | 1968      | 5,9         | 1,42      | 9           |
| 3   | Ungheni Deal | 1417      | 4,6         | 0,73      | 4           |
| 4   | Berești      | 2552      | 7,7         | 1,10      | 7           |
| 5   | Vasilica     | 1220      | 3,6         | 1,26      | 8           |
| 6   | Dănuțeni     | 9341      | 28,3        | 4,50      | 27          |
| 7   | Tineretului  | 10088     | 30,5        | 1,45      | 9           |

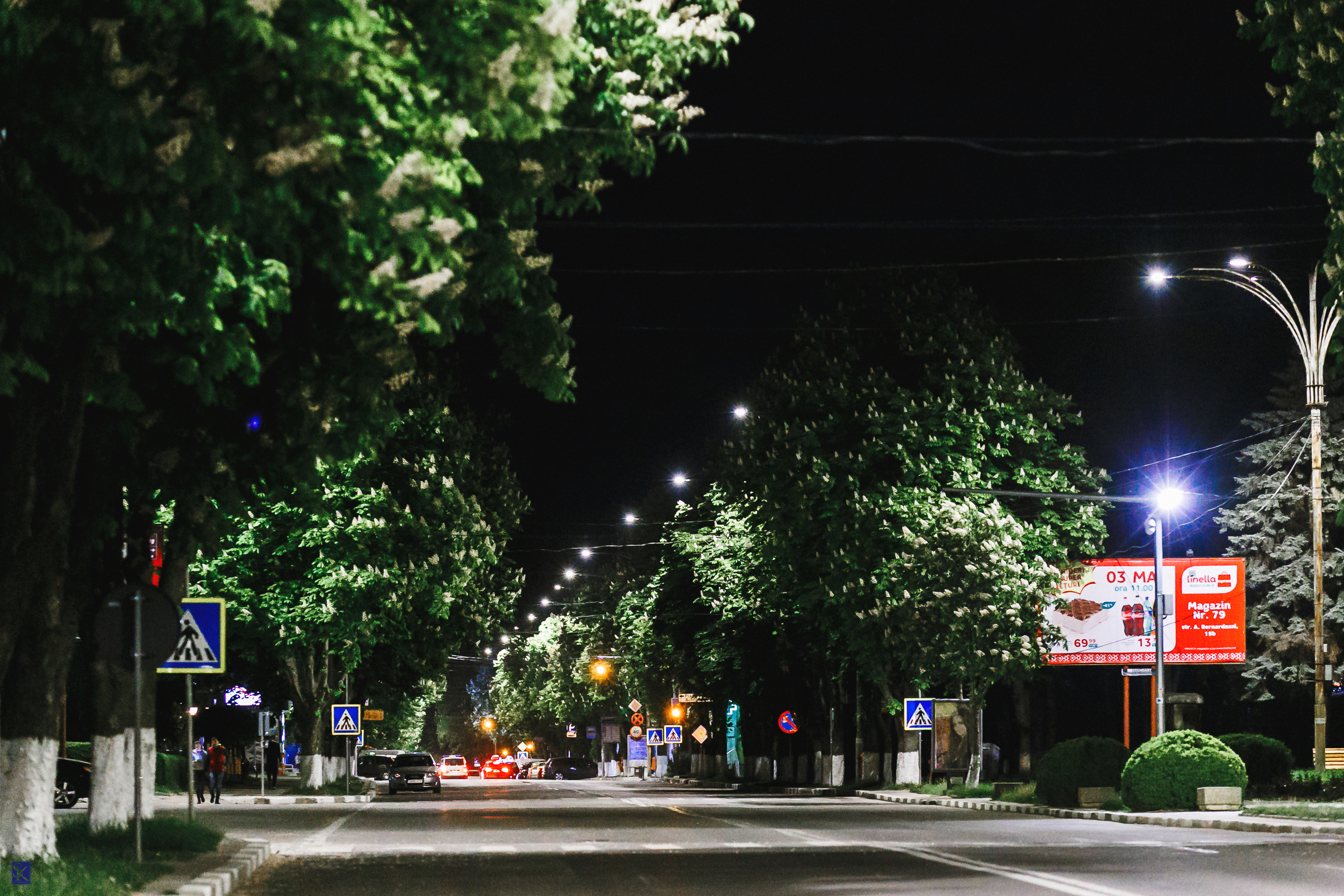
Ungheniul nocturn

Cartierele poartă următoarele denumiri:
Ungheni-Vale - este satul istoric, care constituie nucleul orașului. Apelativul și l-a luat de la așezarea sa geografică, în valea Prutului, față de celelalte zone ale municipiului;
Ungheni-Deal - parte a orașului, altădată sat cu numele Delești, botezat astfel datorită poziției sale geografice, mai ridicat, pe o colină, în raport cu întreg orașul;
Cartierul Dănuțeni - localitatea de altădată inclusă în anul 1973 în componența orașului. Cartierul se află pe malul Prutului, la gura de vărsare a râului Bălăești. Între secolele XIX și XX avea 277 case, cu o populație de 1715 persoane, țărani împroprietăriți sub Constantin D. Moruzi, care au primit 915 desetine de pământ. Moștenitorii lui Constantin D. Moruzi aveau 3381 desetine. Fiul lui Constantin D. Moruzi a înființat o colonie de germani aduși prin contract;
Cartierul Berești - localitatea de altădată inclusă în anul 1973 în componența orașului. Cartierul este amplasat pe malul Prutului. Numărul caselor în 1902 era de 44; populația satului constituia 498 de persoane. Țăranii posedau pământ de Împroprietărire 380 desetine, iar moștenitorii Smarandei Bantaș au 467 desetine. Satul era înconjurat de vii și livezi cu pomi;
Cartierul Mânzăteștii-Vechi - altă denumire: Vasilica, fost sat inclus în 1968 în satul Berești, ulterior unit cu Ungheniul. La începutul secolului XX în Mânzăteștii Vechi locuiau 357 de persoane în 42 de case. Țăranii posedau pământ cu o suprafață totală de 432 desetine. Proprietarul, grecul Arghiropulo, care a cumpărat moșia lui Nacco, avea aici 218 desetine;
Cartierul Tineretului - acesta este construit recent, în anii 1980.

## Simbolurile heraldice

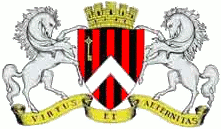
Stema orașului Ungheni aprobată în anul 2000

În anul 2000 au fost aprobate stema și drapelul orașului municipiului Ungheni cu următoarea descriere:
Stema: În câmp vărgat în nouă vergi, roșu și negru alternându-se, un căprior coborât de argint, însoțit în cantonul scutului de o cheie de aur răsturnată. Scutul timbrat de o coroană murală de aur cu cinci turnuri. Suporți: doi cai de argint. Deviza pe o eșarfă de aur cu litere capitale negre: „VIRTUS ET AETERNITAS” (Virtute și eternitate).
Drapelul reprezintă o pânză dreptunghiulară (2:3), fasciată în nouă brâie, roșii și negre alternându-se, și încărcată la hampă cu un triunghi alb (isoscel, cu înălțimea de 1/3 din lungimea pânzei drapelului).
Culorile – roșu și negru – de pe drapel și stemă simbolizează: roșu – sângele și destinul dramatic al localităților riverane Prutului; negru – pământul. Cele 9 fâșii de pe drapel și de pe stemă înseamnă cele 9 localități ce au constituit municipiul Ungheni: orașul Ungheni, satele Dănuțeni, Delești, Ciurești, Găureni, Berești, Mânzăteștii Vechi, Bălteni, Gărdești. Triunghiul alb de pe drapel, precum și căpriorul de argint de pe stemă simbolizează râul Prut și se referă la etimologia numelui așezării: „Unghiul de pe Prut”.  Cheia de aur a fost preluată din prima stemă a orașului, creată în epoca sovietică și care arăta importanța strategică a localității ca „poartă feroviară”. Coroana murală de aur cu cinci turnuri, situată în partea de sus a stemei, arată poziția localității în ierarhia orașelor Republicii Moldova, statutul de municipiu și reședință de raion.

## Economie
Ungheni este unul din cele mai active orașe din Republica Moldova, în ce privește atragerea resurselor financiare din proiecte, alocarea granturilor și investițiilor pentru dezvoltarea economiei și infrastructurii orașului. Au fost create zone libere privind activitatea de antreprenoriat, întreprinderi mixte cu participarea investițiilor străine. Avantajul plasării geografice constă în căile de tranzit și vamale de ieșire spre Europa Centrală, condiții pentru dezvoltarea unei zone agricole ecologic pure. Problema care există în regiune este criza de cadre calificate necesare la condițiile economiei de piață .
În orașul Ungheni sunt înregistrați circa 1250 agenți economici, cea mai mare parte activează în domeniul comerțului – 179, de asemeni în alte ramuri ale economiei locale: industrie – 38, agricultură – 29, construcții – 16, transport – 3. Vânzările nete în economia locală au înregistrat creșteri semnificative în ultimii ani, în anul 2002 ajungând peste 505 mln. lei. Repartizarea veniturilor pe ramuri ale economiei locale este relativ constantă: în industrie veniturile au fost de peste 218 mln. lei sau 43%, în sfera prestări servicii – 290 mln. lei sau, respectiv, 57%. Pe lângă acestea, un aport deosebit la asigurarea securității și ordinii publice, activează Întreprinderea de Stat „Servicii Paza M.A.I.” subdiviziunea Ungheni, în componența căruia este inclusă atât garda de corp cât și paza fizică a blocurilor și clădirilor comericiale.

### Finanțele publice
Orașul Ungheni datorită întreprinderilor din teritoriu care funcționează și vieții economice relativ stabile are o pondere destul de semnificativă a veniturilor proprii și defalcărilor în totalul veniturilor. Această tendință s-a menținut stabil în ultimii ani, cu o ușoară creștere a ponderii defalcărilor în structura veniturilor.
Dacă analizăm structura cheltuielilor bugetului local, constatăm că cel mai semnificativ sunt cheltuielile pentru educație, care constituie în ultimul an 59,8% ceea ce este caracteristic tuturor localităților Moldovei. O trăsătură specifică, pozitivă pentru orașul Ungheni, este ponderea și volumul cheltuielilor pentru construcția și întreținerea drumurilor în structura cheltuielilor publice locale.

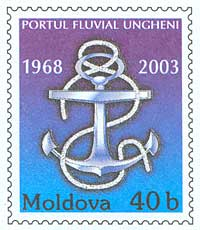
Timbu moldovenesc cu referire la Portul fluvial Ungheni

### Industrie
Orașul are o industrie diversificată, fiind reprezentat de întreprinderi din industria alimentară, ușoară, de confecții și a materialelor de construcție. Resursele de muncă în industrie, estimate la 1 ianuarie 2003, constituie 2.167 persoane. În sectorul industrial activează peste 38 de întreprinderi.
În industria alimentară principalele întreprinderi sunt: „Ungheni Vin” care se ocupă cu producerea vinului, S.A. „Ecovit” – producător al conservelor și sucurilor, Fabrica de conserve, S.A. „Cereale-Prut”, S.R.L. „Danova-Prim”. În industria ușoară și de confecție activează: S.R.L. „Moldabela”, producător de covoare, ÎCS „Lear Corpration” S.R.L. care se ocupă cu confecționarea huselor având circa 700 de angajați.
Industria ușoare este una din subramurile cele mai reprezentative ale orașului. În 1980  a fost fondată întreprinderea „Covoare-Ungheni”  cea mai mare fabrică de covoare din Moldova cunoscută de către cumpărătorii din țară și de peste hotare pentru calitate și originalitatea lor. În 2001, fabrica „Covoare Ungheni” a fost divizată în două întreprinderi separate: „Moldabela”, care produce covoare și „Covoare Ungheni”, care produce fibre textile – materie primă pentru covoare. Cifra de afaceri a fabricii „Moldabela” pentru anul 2006 a constituit 21 milioane de dolari. Produsele „Moldabela” sunt exportate în aproximativ 30 de state din întreaga lume: Uniunea Europeană, CSI, America și Asia . S. R. L. „Pro Style” care se ocupă cu confecționarea îmbrăcămintei, având 200 de angajați, iar cifra de afaceri o constituie peste 4 mln. lei.
În domeniul construcției activează 2 întreprinderi ce confecționează materiale de construcție: „Javelin N.A.” S.R.L. și „BNV” S.R.L. În domeniul ceramicii: „Ceramica-Ungheni” S.A., unica întreprindere de ceramică din republică. În domeniul transporturilor activează 3 întreprinderi, cele mai principale fiind: „Rincor Prim” S.R.L. – transportul comunal.

### Comerț
În sfera comerțului activează 179 întreprinderi. Cele mai importante întreprinderi sunt: „Ninel” S.A. „ Cosânzeana ” S.A.  Linela S.A. Slavena S.A.  ,,SRL Unfloria S.A

### ZEL „Ungheni–Business”
Pe data de 25.07.2002 s-a înființat Zona Economică Liberă „Ungheni–Business” pe un termen de 25 ani cu o suprafață de 42,34 ha, amplasată în partea de nord-vest, în zona industrială a orașului Ungheni cu acces la calea ferată, care face posibilă legătura cu nordul, centrul, și sudul Republicii, cât și cu exteriorul. Zona este creata pe baza a 13 intreprinderi de diferite ramuri, unde exista deja toata infrastructura necesara pentru dezvoltarea afacerii (acces la drumuri auto locale si internaționale, acces la calea ferată de tip european și rusesc, apeducte, canalizare, sisteme de telecomunicații și termificare, gazificare, energie electrică, depozite).
La 1 ianuarie 2011, pe teritoriul zonei libere erau înregistrați 34 de rezidenți, dintre care întreprinderi cu capital din Italia, Austria, România, Rusia și Belgia. Numărul angajaților constituie peste 1800 de persoane. În cadrul întreprinderilor rezidenți activau 1846 de persoane, iar volumul total de investiții în zona liberă a atins nivelul de 31,4 mil. dolari SUA. Principalul gen de activitate al rezidenților este producția industrială (91,8% din vânzările totale). Unul dintre cei mai mari rezidenți în ZEL „Ungheni-Business”, corporația americană „Lear”, produce huse și alte articole din textile pentru industria de automobile. Cea mai mare parte a producției industriale, circa 78%, a fost exportată, iar pe teritoriul Republicii Moldova a fost livrat 7% 
Dezvoltarea cu succes a ZEL Ungheni-Business se datorează mai ales proximității graniței cu Uniunea Europeană, în care după aderarea României la UE s-au stabilit mai multe companii din România, UE și Turcia, în căutare de facilități și forță de muncă mai ieftină .

### Infrastructură

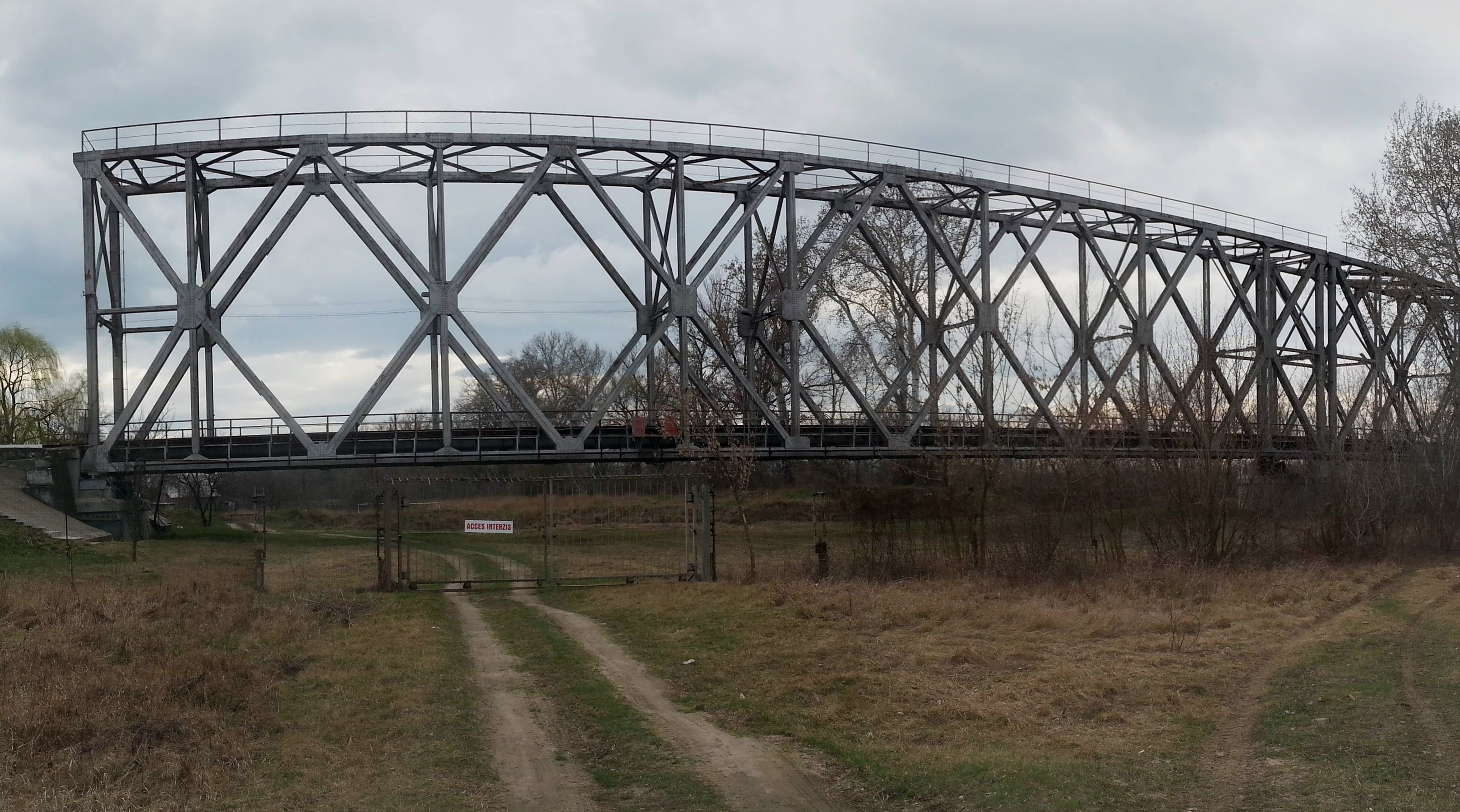
Podul Eiffel, proiectat de Gustave Eiffel (1877)

Municipiul are un grad înalt de gazificare datorită dării în exploatare în anul 2002 a gazoductului Călărași-Ungheni. Este asigurată aprovizionarea cu apă a populației. Rețeaua de apă, canalizare  și electricitate acoperă în întregime teritoriul orașului. Pentru construcția și întreținerea drumurilor în anul 2002 au fost alocați peste 2,15 mln. lei, ceea ce este un indicator ridicat comparativ cu alte localități urbane din republică.

### Transport

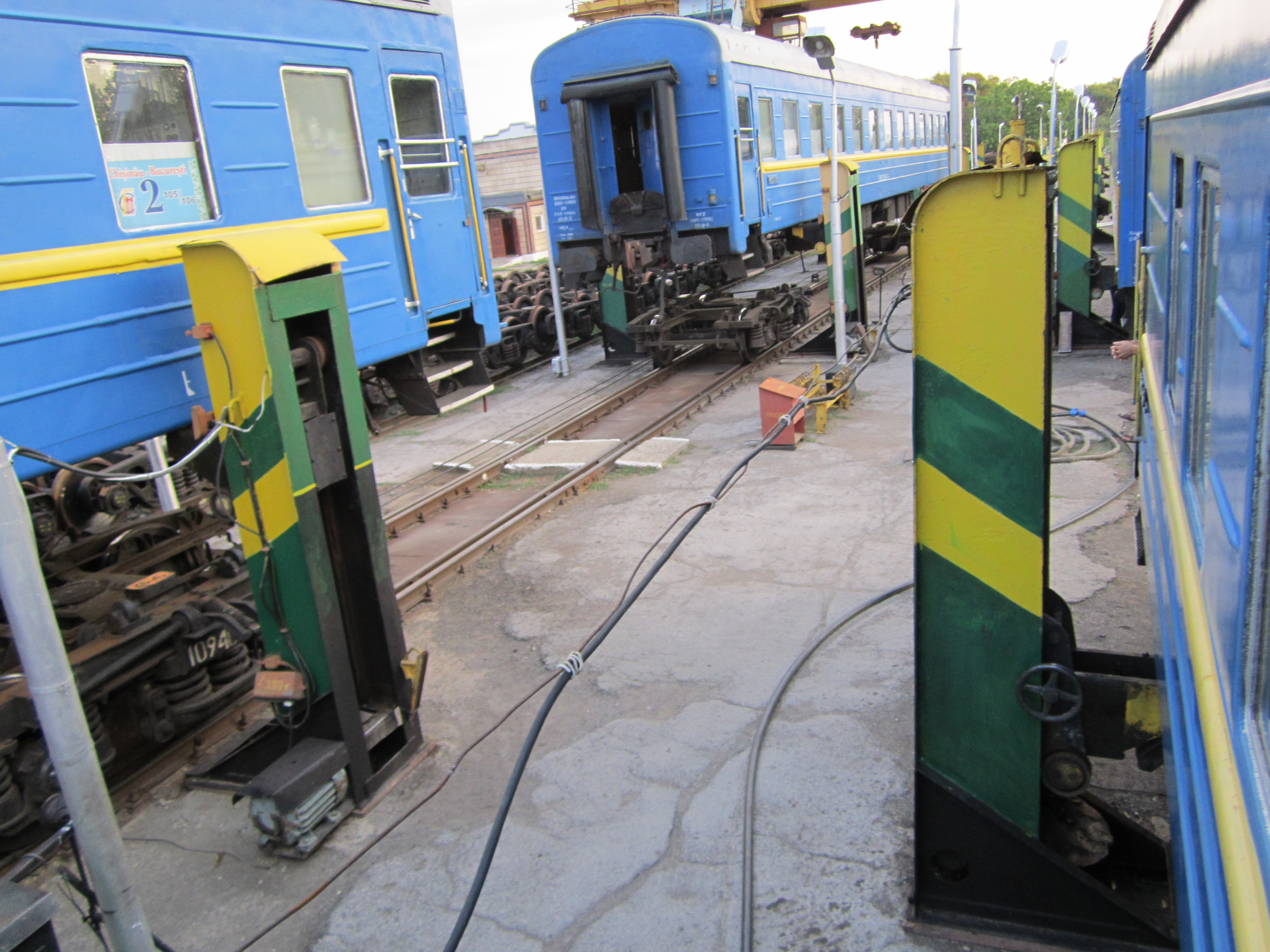
Schimbarea ecartamentului la garniturile de tren din gara Ungheni.

Ungheniul are o rețea de drumuri de importanță națională și locală bine dezvoltată, fiind un important nod feroviar și punct de frontieră vamal ce conectează rețeaua internă cu exteriorul. Stația de cale ferată Ungheni este punct internațional de trecere; se efectuează transport de mărfuri și de pasageri. Reprezintă cel mai mare nod de cale ferată din centrul țării.
Se preconizează construcția autostrăzii Ungheni-Iași-Târgu Mureș,  conectându-se cu Autostrada Transilvania.
Municipiul dispune și de un port fluvial pe Prut care se află în gestiunea Întreprinderii de Stat ”Portul Fluvial Ungheni Arhivat în 27 mai 2019, la Wayback Machine.” . Portul fluvial Ungheni este unul din cele patru porturi fluviale existente în prezent în Republica Moldova. În ultimii ani a continuat amenajarea râului Prut. Recent, în acest sens pentru întreținerea sectorului tehnic Ungheni, au fost efectuate lucrări de adâncire și îndreptare a albiei râului Prut pe un sector cu lungimea de 385–405 km.

### Telecomunicații
Telefonia este asigurată pe toată suprafața municipiului de către S.A. „ Moldtelecom ”, iar cea mobilă de către operatorii „Orange” SA „Moldcell” SA și parțial de „Vodafone România” SA, „Cosmote Romanian Mobile Telecommunications” SA, „Orange România” SA.
În 2010 compania StarNet a inaugurat un centru regional în Ungheni pentru acordarea serviciilor de internet, telefonie și televiziune interactivă .

## Cultură

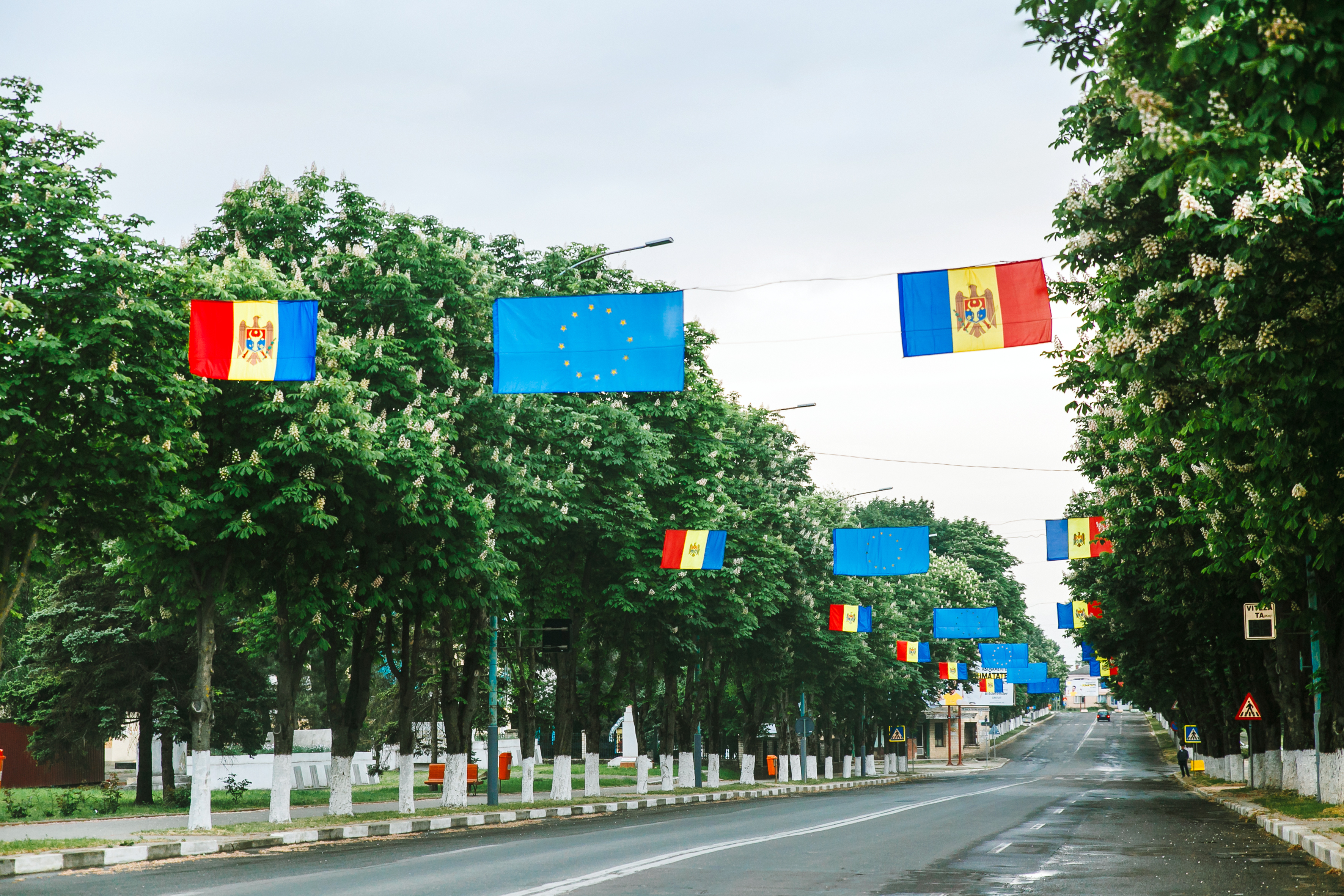
Aleea de castani din oraș, una dintre cele mai mari din Europa

Cultura orașului este reprezentată de un Centru de cultură care întrunește un Palat de cultură, o școală de muzică, una de arte plastice, un muzeu de istorie și etnografie, Biblioteca Publică  Raională „Dimitrie Cantemir” și 5 filiale ale ei care sunt repartizate în toate cartierele orașului, 2 case de cultură. Activitatea culturală în orașul Ungheni se desfășoară în Muzeul de Istorie și Etnografie, care are circa 4000 de exponate catalogate, inclusiv din epoca paleoliticului.
Cele mai importante evenimente culturale care au loc la  Ungheni sunt: Festivalul Național al Obiceiurilor de Iarnă, ce se desfășoară anual la sfârșitul lunii decembrie, la care participă colective din toată țara; Tabăra de Sculptură Ungheni, ce se desfășoară bienal în lunile august-septembrie, la care participă cei mai valoroși sculptori din țară și de peste hotare. Al treilea eveniment de importanță națională este Târgul Național de Ceramică, desfășurat anual la 20 august și având la bază tradiția olăritului din regiune. Participă ceramiști din toată țara.
Activează două grupuri artistice: Ansamblul de Cântece și Dansuri Populare „Struguraș” și Ansamblul de Dans Popular „Muguraș”. Ansamblul de Cântece și Dansuri Populare „Struguraș” activează din 1946. De-a lungul existenței sale a întreprins turnee în Ucraina, Bulgaria, Grecia, Belarus, Armenia, Coreea de Sud, Țările Baltice, România, China, Egipt, Grecia, Irak, Germania, fiind apreciat cu mențiuni și diplome. Este medaliat cu aur la Festivalul  Unional de Folclor (în cadrul URSS), ediția I.

### Monumente arhitecturale

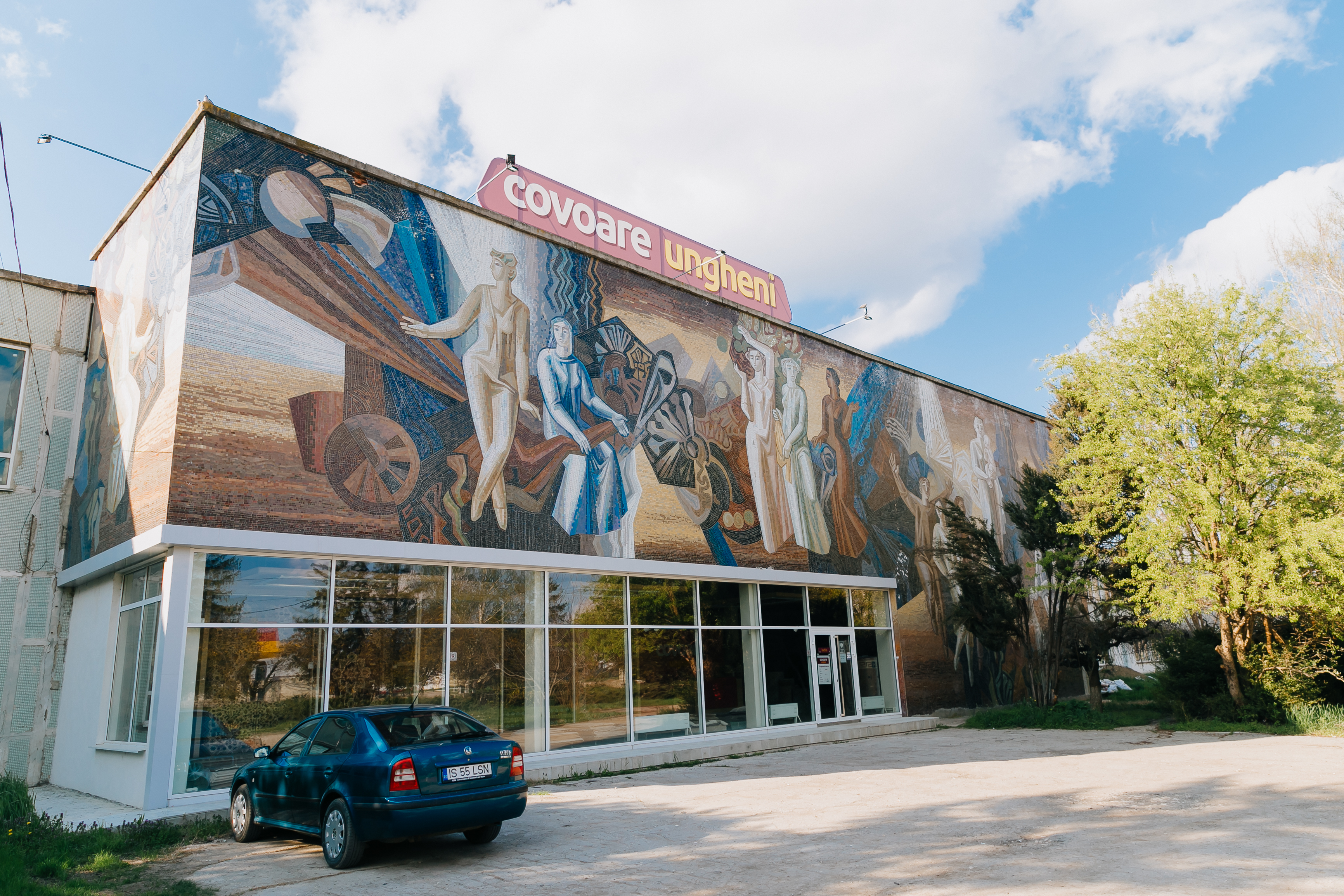
Mozaicul „Covorul vieții”

- Catedrala „Sf. Alexandru Nevski”, monument ecleziastic, de istorie și arhitectură, ridicată în cinstea războiului ruso-turc din anii 1877-1878.

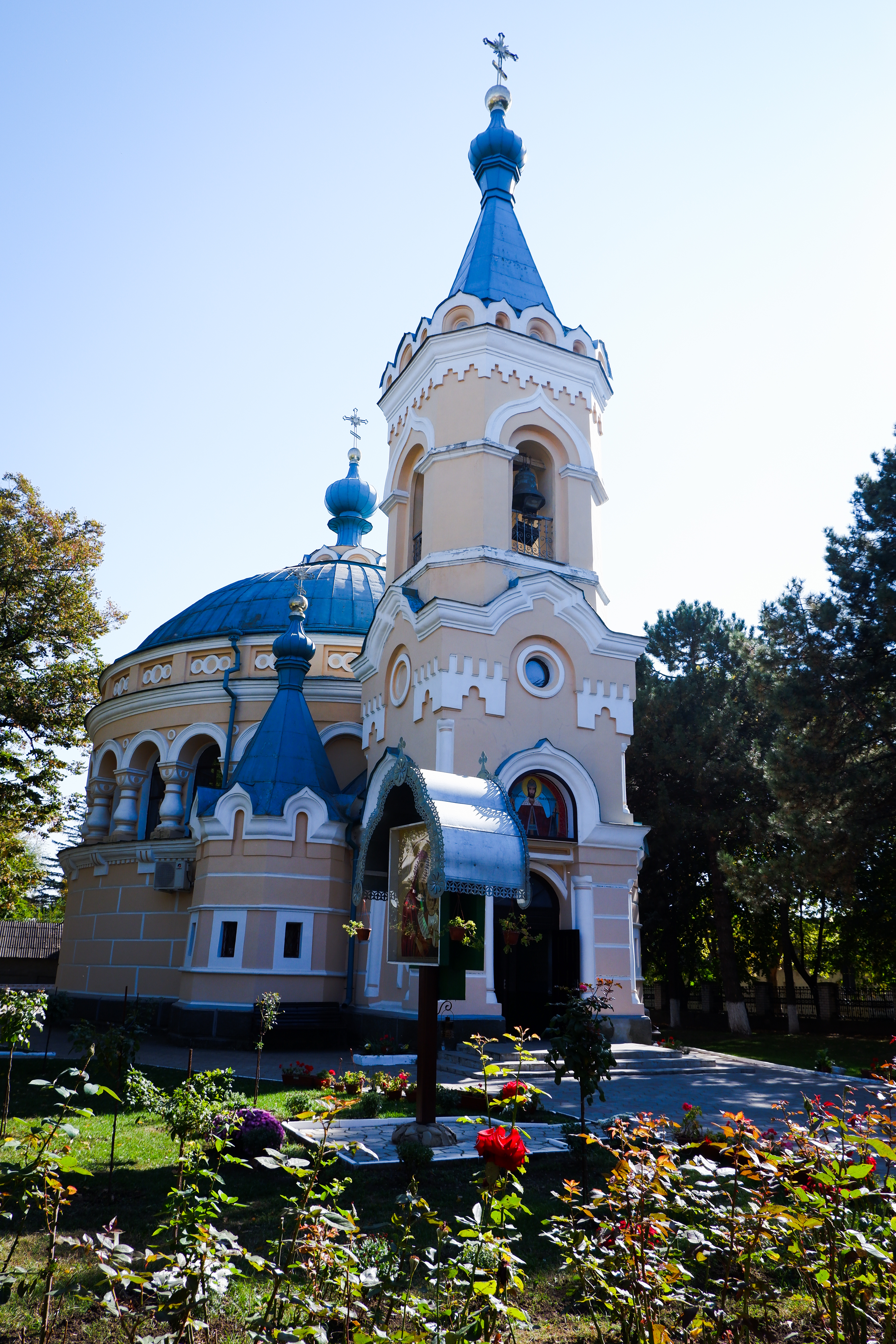
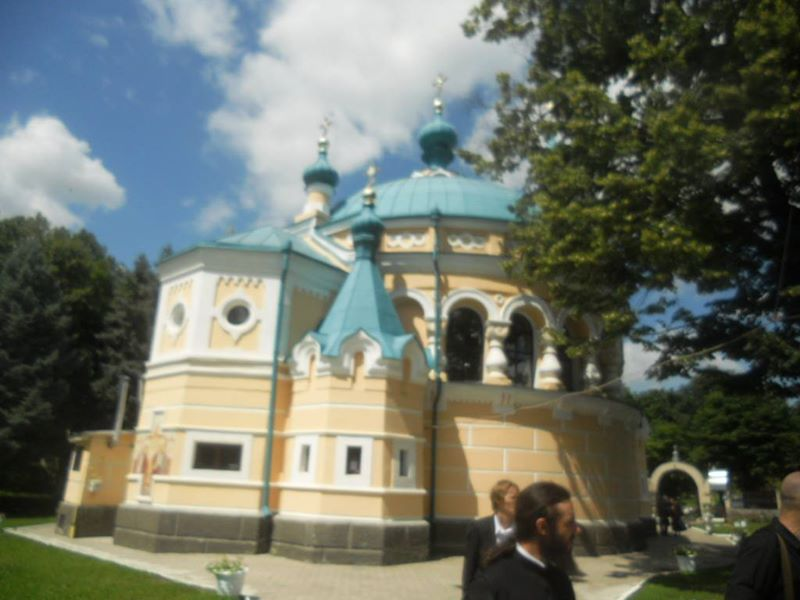
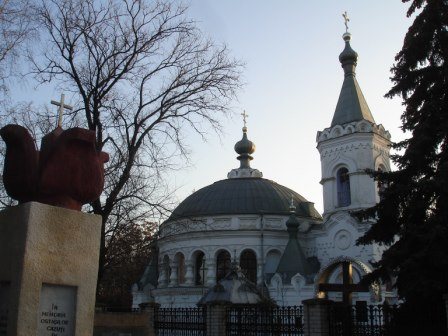
Aspect până la restaurare.
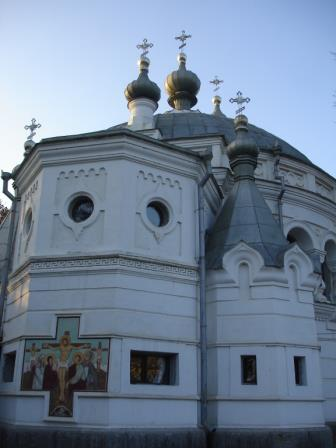

- Biserica „Sf. Nicolae” Arhivat în 18 mai 2019, la Wayback Machine., monument ecleziastic și de istorie, ridicată în anul 1882, de către prințul Constantin D. Moruzi. În cavoul acestei biserici este înmormântat ctitorul ei.
- Crucea Eroilor Neamului, ridicată în cinstea martirilor perioadei de ocupație sovietică
- Mănăstirea „Sf. Mare Mc. Gheorghe”

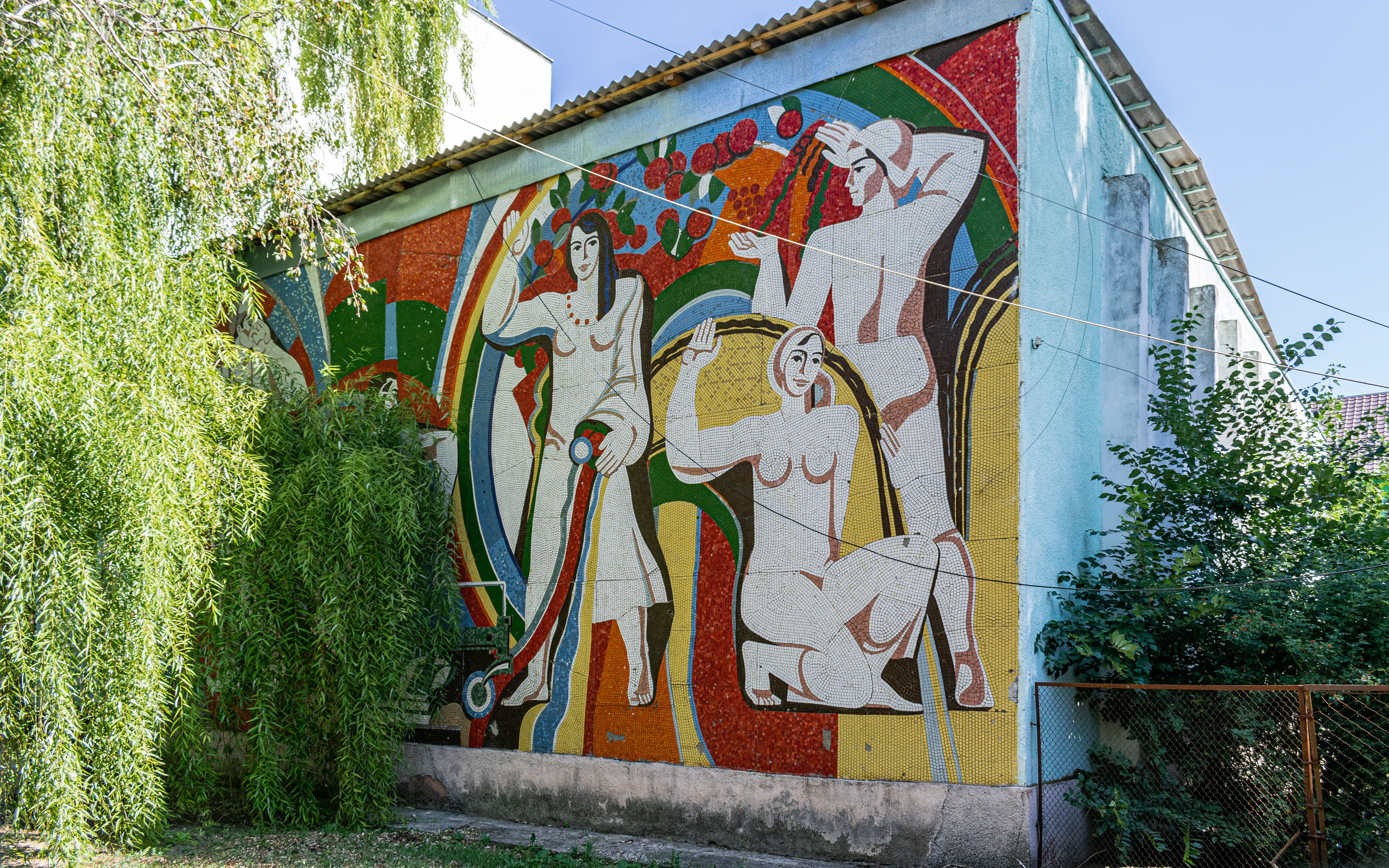
Mozaic pe str. Națională, 20.

- Monument la mormântul ostașilor căzuți în 1944
- Monument în memoria pământenilor căzuți în 1941–1945 (1968)

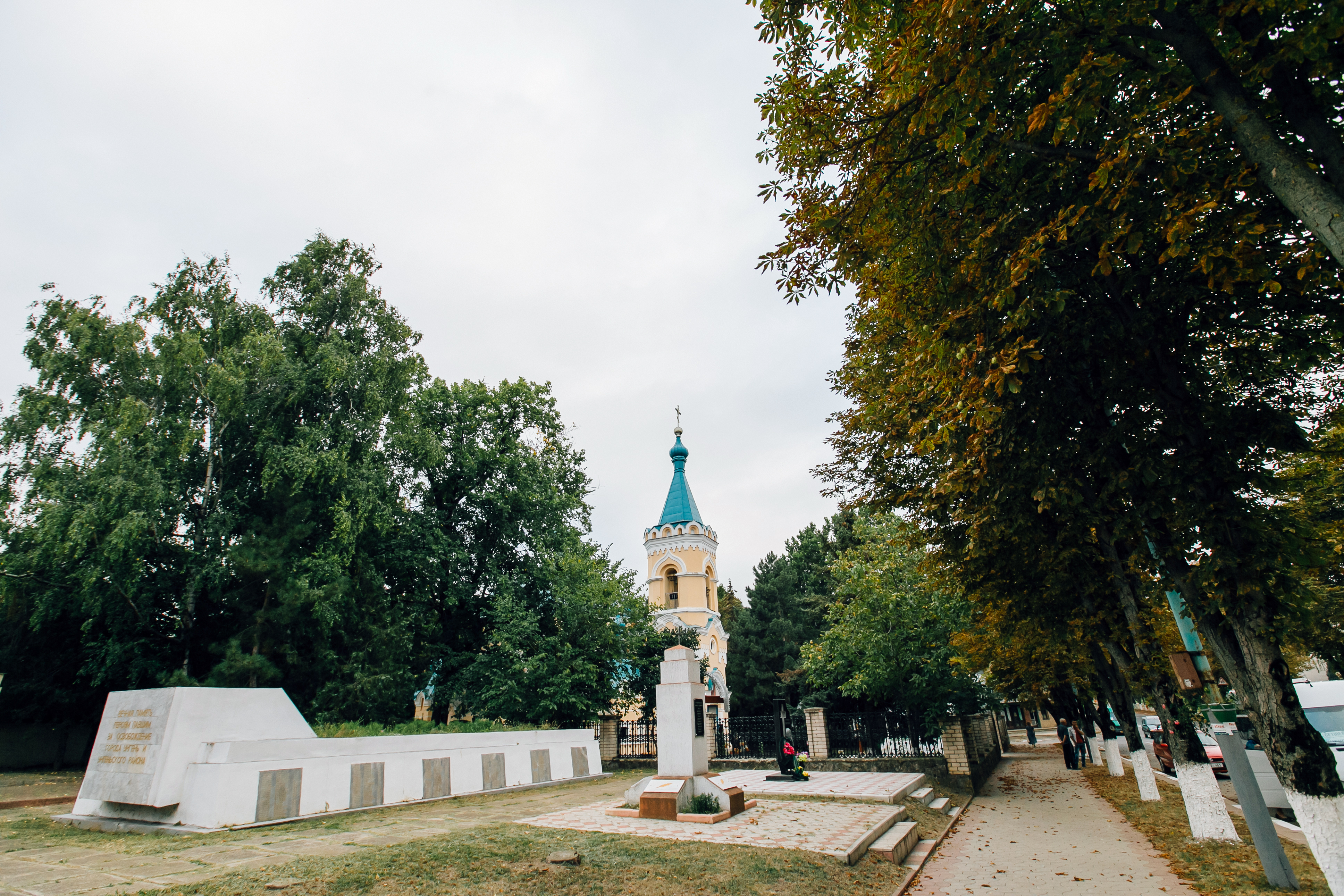
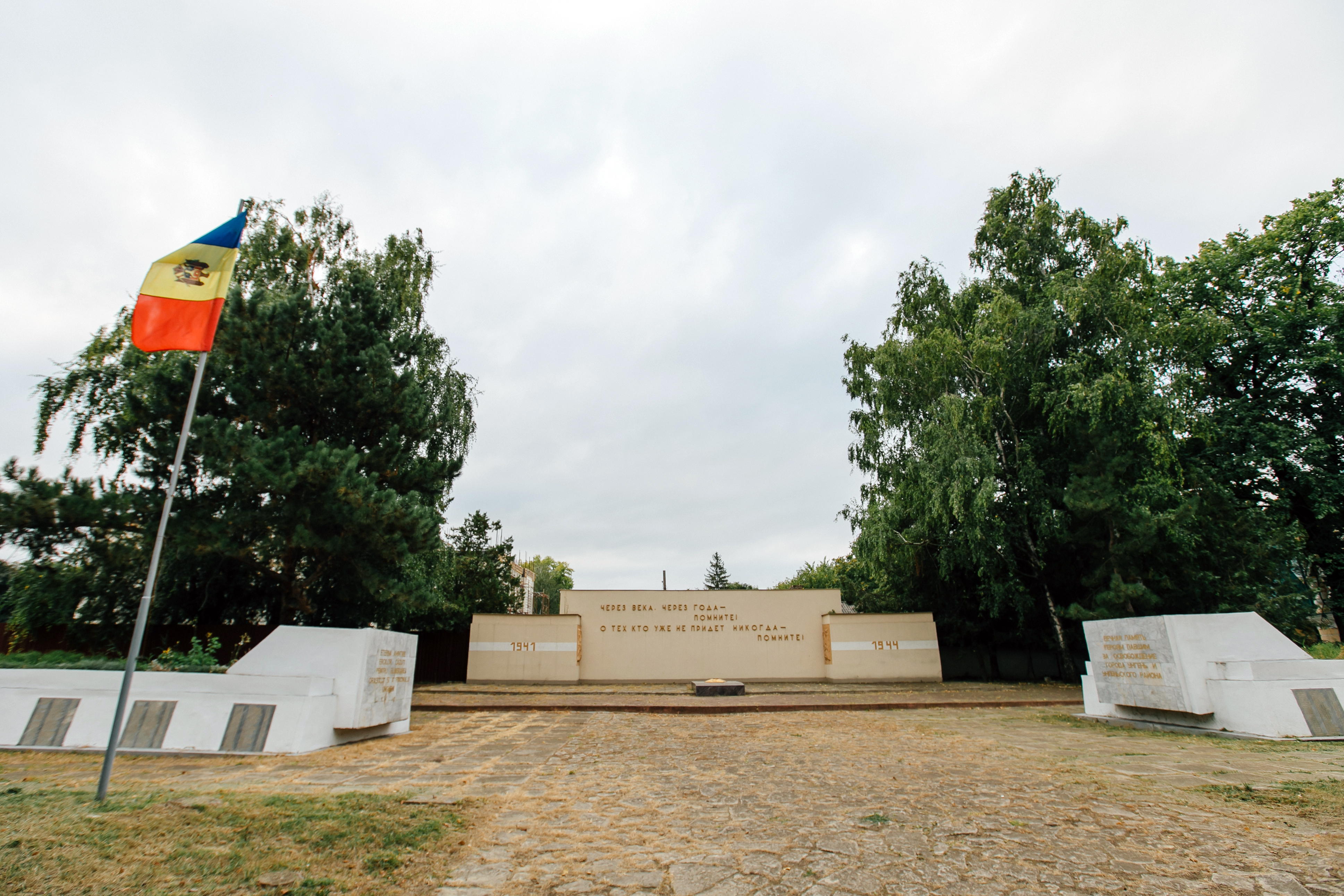
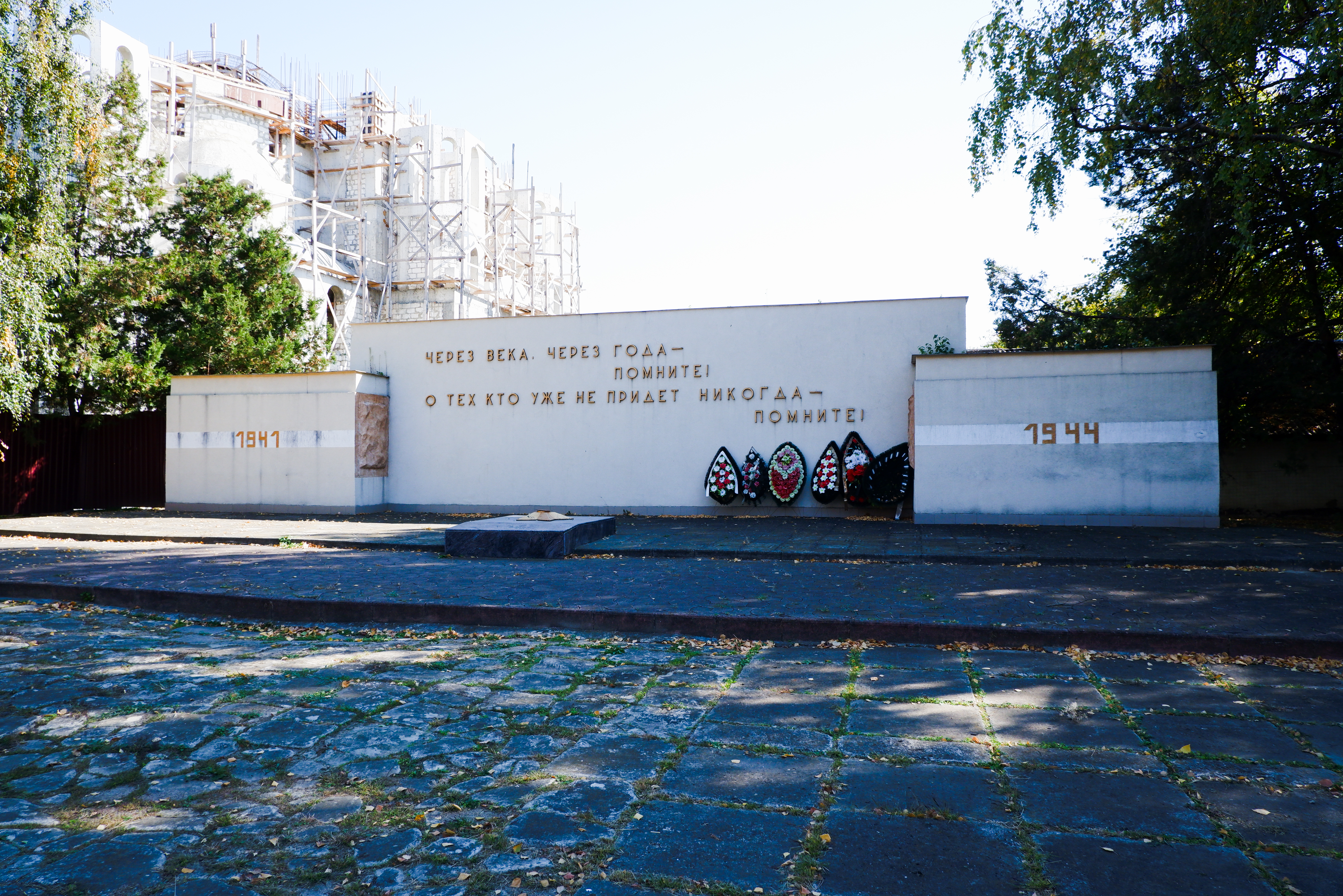

- Obeliscul ridicat în cinstea Diviziei a CCLII-a, participantă la ocuparea Ungheniului în 1944
- Podul Eiffel. Pod de cale ferată de pe Prut, proiectat de inginerul și arhitectul francez Alexandre Gustave Eiffel.[28][29]

### Mass-media
La Ungheni se editează două ziare locale. Ziarul „Unghiul” a fost fondat în 1997 de patru jurnaliști. În anul 2001, „Unghiul” a fost singurul ziar din Republica Moldova care, din veniturile proprii, și-a procurat un sediu și o mașină a redacției. Salariile angajaților erau, dar și sunt mult mai mari decât la alte publicații locale, iar tirajul comun al edițiilor în limbile română și rusă în 2001-2003 depășea 9.000 exemplare (la începutul anului 2011, tirajul ziarului era de circa 11.000 de exemplare) .
În 1999, cotidianul „Flux” din Chișinău a fondat trei ediții județene, inclusiv „Flux de Ungheni”, însă până la sfârșitul aceluiași ani își încetează existența .
Din 2007 apare  un ziar nou „Expresul de Ungheni”, fondat de SRL „Miraza” .
În septembrie 2018, autorul Blogului lui Marin Bodrug, lansează site-ul - News.Ungheni.org. În cadrul acestei platforme, sunt publicate ultimele știri din regiunea Ungheni (raionul Ungheni, Nisporeni și Călărași), cu excepția domeniului politic.

## Educație
În prezent, în oraș sunt: 
- 5 licee, 2 școli primare, 6 grădinițe pentru micuți cu un contingent de circa 1.500 de copii;
- 4 colegii: de medicină, agroindustrial și al Poliției de frontieră, Nr. 89, sediul USM;
- 2 școli sportive, o școală de muzică și o școală de arte plastice.

În total, în instituțiile de învățământ din oraș sunt antrenați circa 12.000 copii.

## Sănătate
În oraș funcționează Spitalul Raional cu o capacitate de 450 paturi, un Centru de sănătate și un centru al medicilor de familie .

## Relații externe

### Orașe înfrățite
Ungheni este înfrățit cu 16 orașe din diverse țări cu care menține relații de colaborare în domeniul economic și socio-cultural.
În anul 2000 a fost încheiat un acord de înfrățire cu orașul Winston-Salem din SUA, de la care a primit ajutor prin intermediul programului "Counterpart International". În vederea intensificării relațiilor au fost efectuate vizite reciproce de misiuni economice. A fost primită asistență la crearea Zonei Economice Libere „Ungheni-Business”. În anul 2002 a avut loc înfrățirea cu orașul kazah Lisakovsk, cu care de asemenea s-au efectuat vizite reciproce și schimb de experiență în vederea activității Zonelor Economice Libere.
În anul 2003 au fost stabilite legături cu orașele: Dmitrovsk din Rusia, Konin din Polonia și Vasilikov din Ucraina. În aceste orașe au fost făcute vizite reciproce, inclusiv schimburi de elevi, schimburi de experiență în domeniul administrației publice locale.
La 16 noiembrie 2016, cu municipiul Cluj-Napoca din România
- Ararat (Armenia), din 2016
- Nanchang (China), din 2018
- Andrézieux-Bouthéon (Franța), din 2016
- Kutaisi (Georgia), din 2015
- Tsqaltubo (Georgia), din 2021
- Daliyat El-Carmel (Israel), din 2007
- Auce (Letonia), din 2010
- Joniskis (Lituania), din 2013
- Konin (Polonia), din 2006
- Cascais (Portugalia), din 2012
- Cluj-Napoca (România), din 2016
- Dorohoi (România), din 2015
- Iași (România), din 2016
- Reghin (România), din 2006
- Sectorul 5 (București: România), don 2018
- Dmitrovsk (Rusia)
- Mankato, Minnesota (SUA), din 2011
- Winston-Salem, Carolina de Nord) (SUA), din 2000
- Horishni Plavni (Ucraina), din 2008
- Noua Suliță (Ucraina), din 2014
- Vasilkiv (Ucraina)

### Consulate
La 26 mai 2011, a fost deschis oficial Consulatul României la Ungheni, deși funcționa de o lună. Ceremonia a fost fastuoasă, la ea participând miniștrii de externe ai României și Moldovei: Teodor Baconschi și Iurie Leancă. Pentru început, Oficiul consular al României la Ungheni va emite numai permise de mic trafic la frontieră. Actele pot fi depuse de luni până vineri, între orele 8.00 și 14.00. Pentru alte servicii consulare, doritorii vor putea să se adreseze la Consulatul general din Bălți.

## Personalități

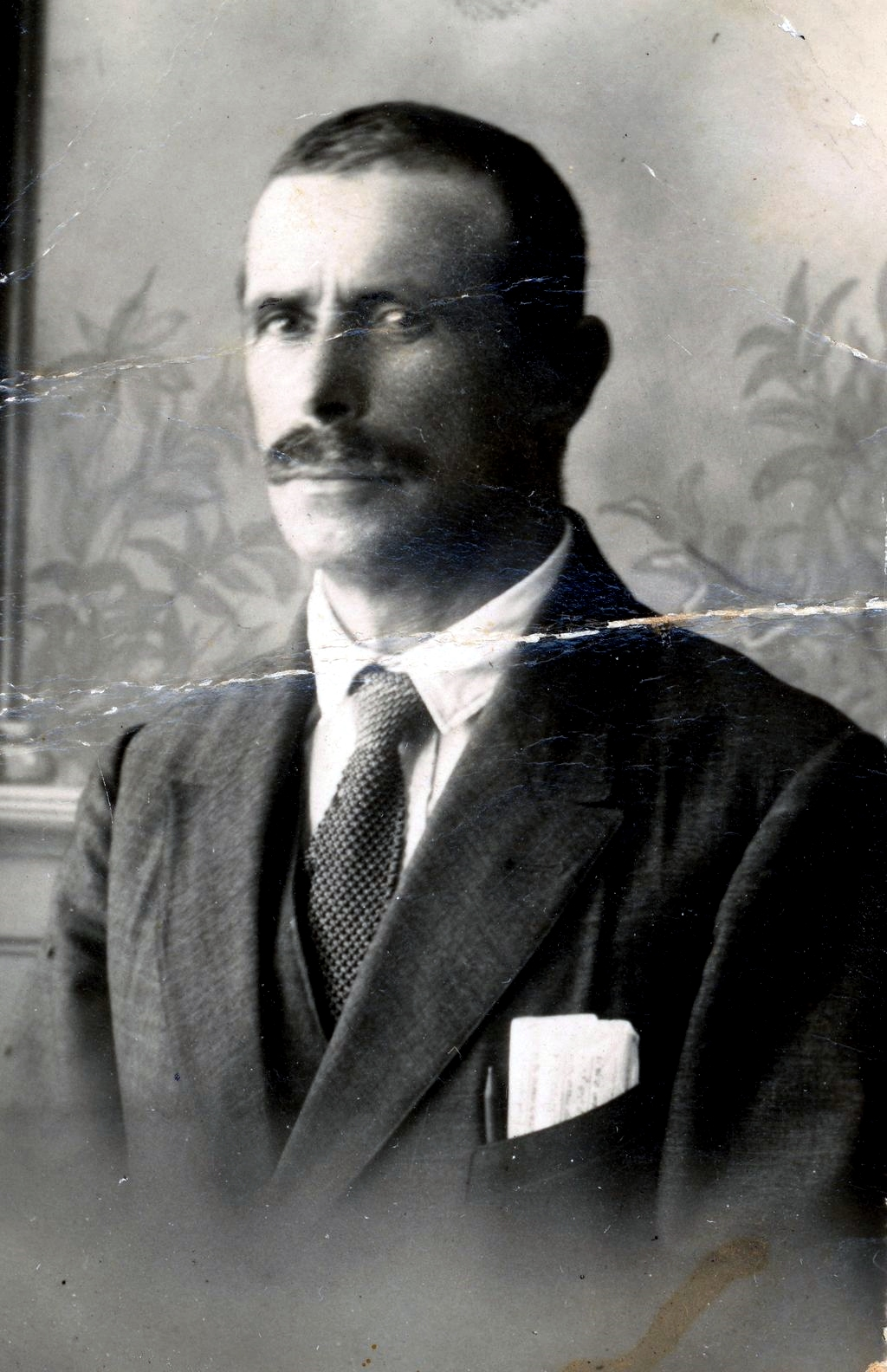
Samuel Cohen, compozitorul imnului național al statului Israel, Hatikvah.

### Născuți în Ungheni
- Samuel Cohen (1870–1940), țăran și compozitor, autorul muzicii imnului național al statului Israel
- Moshe Melamed (1882–1954), scriitor, critic de teatru, editor și jurnalist american
- I.A.L. Diamond (1920–1988), scenarist american, nominalizat de trei ori la premiul Oscar și o dată la Globul de Aur, deținătorul unui premiu "Oscar" și trei premii "WGA"
- Sergiu Dimitrachi (1933–2020), inginer moldovean, membru corespondent al Academiei de Științe a Moldovei și profesor universitar
- Boris Gelman (n. 1935), jurnalist, publicist, scriitor și redactor de ziar rus;
- Andrei Uncuța (n. 1972), medic neurolog;
- Constantin Bejenaru (n. 1984), boxer profesionist moldovean, campionul World Combat Games 2010 la categoria semigrea
- Alexandr Braico (n. 1988), ciclist profesionist moldovean
- Natalia Munteanu (n. 1993), fotbalistă moldoveană
- Iustin Scarlat (n. 1941) regizor, pedagog, coordonator al teatrelor de amatori din republică

### Au locuit în Ungheni
- Constantin D. Moruzi (1816/1819–1886), boier și dregător, a avut moșii la Ungheni, iar în anul 1882 edifică o biserică în oraș, actuala Sf. Ierarh Nicolai..